# Andrés Sánchez (futbolista nacido en 1987)
Andrés Elionai Sánchez León (Socopó, estado Barinas, Venezuela, 12 de diciembre de 1987), conocido también por su apodo de Socopó, es un futbolista venezolano que se desempeña como defensa y su último equipo fue el Carabobo Fútbol Club de la Primera División de Venezuela. También ha participado como jugador en la Selección de fútbol de Venezuela.

## Carrera
Andrés Eloinai Sánchez, nació en Socopó, estado Barinas. Allí fue formado en las categorías menores del Zamora FC y fue llevado a la primera división bajo el mando del profesor Nelson Carrero. Desde esa fecha, a mediados de agosto de 2006. Cercano a los 27 años, ya tiene en su haber más de 100 partidos en la Primera División Venezolana, en los reconocidos clubes Zamora FC, Deportivo Italia , Deportivo Petare y Caracas FC  experiencia en Copa Libertadores 2009 /2010 y /2011/2012.
El joven y espigado defensor central, con excelente juego aéreo y buena ubicación fue convocado a la Selección de fútbol de Venezuela, bajo el mando en su momento de César Farias, en el mes de agosto del 2011, para participar con la Vinotinto.
Sánchez, desde su época en el Zamora comenzó su relación profesional con el estratega Eduardo Saragó, con el que ha pasado sus mejores momentos en el profesional, destacando las participaciones tanto en el Deportivo Italia como en el Deportivo Petare y el Caracas FC, lo que lo llevaron a ser internacional venezolano. Aunque tuvo inconvenientes médicos el cual tuvo que ser operado posteriormente.
Actualmente juega para el Carabobo F. C..

## Clubes
| Club             | País      | Año             | PJ  | Goles |
| ---------------- | --------- | --------------- | --- | ----- |
| Zamora FC        | Venezuela | 2006-2008       | 19  | 1     |
| Deportivo Italia | Venezuela | 2008 - 2009     | 35  | 1     |
| Deportivo Petare | Venezuela | 2009 - 2013     | 68  | 2     |
| Caracas          | Venezuela | 2013 - 2019     | 130 | 11    |
| Carabobo F. C.   | Venezuela | 2020 - presente | 0   | 0     |